# Musaranya de Trowbridge
La musaranya de Trowbridge (Sorex trowbridgii) és una espècie de mamífer de la família de les musaranyes (Soricidae). Viu al sud de la Colúmbia Britànica (Canadà) i a Washington, Oregon i Califòrnia (Estats Units.